# Dysoxylum grande
Dysoxylum grande är en tvåhjärtbladig växtart som beskrevs av William Philip Hiern. Dysoxylum grande ingår i släktet Dysoxylum och familjen Meliaceae. Inga underarter finns listade i Catalogue of Life.